# Баркер, Хорас
Хорас (Гораций) Альберт «Нук» Баркер, (англ. Horace Albert «Nook» Barker, 29 ноября 1907 — 24 декабря 2000) — американский биохимик, микробиолог, изучавший действие биологических и химических процессов у растений, людей, животных, в том числе с использованием радиоактивных индикаторов для определения роли ферментов в синтезе сахарозы. Был награжден Национальной медалью науки за его роль в определении активной формы витамина B12.

## Биография
Баркер родился 29 ноября 1907 года в Окленде, штат Калифорния. Когда ему было 11 лет семья переехала в Пало-Альто, Калифорния. После школы он провёл год в Германии, изучая немецкий язык и впитывая его культуру. Позже он учился в Стэнфордском университете, который окончил в 1929 году со степенью бакалавра физических наук и получил степень доктора философии по химии в 1933 году. После окончания Стэнфорда он продолжил обучение в аспирантуре на Морской станции Хопкинса под руководством микробиолога К. Б. ван Нила, который пробудил интерес Баркера к ботанике и обучил его методам выделения микроорганизмов. Затем он провел год в Делфтской микробиологической лаборатории в Нидерландах под руководством Альберта Клюйвера.

## Калифорнийский университет
В 1936 году Баркер поступил на службу в Калифорнийский университет в Беркли в качестве преподавателя по микробиологии почвы. Он был частью команды, которая разработала использование углерода-14 в качестве радиоактивного индикатора, используя эту технику в 1944 году, чтобы показать, как сахароза синтезируется в живых клетках ферментами.
Исследования, проведенные Баркером в 1950-х годах, позволили понять использование витамина B12 в организме с помощью бактерии, которую он выделил из грязи, взятой из залива Сан-Франциско. К 1959 году, документируя метаболический поток кофермента витамина B12, Баркер смог показать его роль в организме, помогая объяснить различные заболевания, такие как злокачественная анемия, одно из ряда состояний, возникающих в результате дефицита витамина B12.
На церемонии в Белом доме, состоявшейся 17 января 1969 года, президент США Линдон Джонсон наградил Баркера Национальной медалью науки за «его глубокое исследование химической активности микроорганизмов, включая раскрытие метаболизма жирных кислот и открытие активной коферментной формы витамина B12». В 1959 году была создана кафедра биохимии, где он стал там профессором. Баркер занимал должность заведующего кафедрой в 1960-х годах и продолжал работать там более десяти лет после выхода на пенсию в 1975 году, когда он стал почетным профессором.
В 1953 году он был избран членом Национальной академии наук США. В 1967 году он был избран членом Американской академии искусств и наук.

## Последние годы
Баркер умер в своём доме 24 декабря 2000 года в возрасте 93 лет из-за сердечной недостаточности. Он был женат 62 года на своей жене, урождённой Маргарет Макдауэлл, до момента её смерти в 1955 году.